# Znamenskyita
La znamenskyita és un mineral de la classe dels sulfurs.

## Característiques
La znamenskyita és un sulfur de fórmula química Pb₄In₂Bi₄S₁₃. Va ser aprovada com a espècie vàlida per l'Associació Mineralògica Internacional l'any 2014. Cristal·litza en el sistema ortoròmbic. L'exemplar que va servir per a determinar l'espècie, el que es coneix com a material tipus, es troba conservat al Museu Mineralògic Fersman de l'Acadèmia Russa de les Ciències, a Moscou, amb el número de registre 4558/1.

## Formació i jaciments
Va ser descoberta al volcà Kudriavy, situat a l'Illa d'Iturup, l'illa més gran de l'arxipèlag de les Kurils, a l'óblast de Sakhalín, Rússia. El volcà, on també han estat descoberts altres minerals, és l'únic indret on ha estat trobada aquesta espècie mineral.